# Primera División 1921 (Uruguay)
Het seizoen 1921 van de Primera División was het 21e seizoen van de hoogste Uruguayaanse voetbalcompetitie, georganiseerd door de Asociación Uruguaya de Football. De Primera División was een amateurcompetitie, pas vanaf 1932 werd het een professionele competitie.

## Teams
Er namen twaalf ploegen deel aan de Primera División tijdens het seizoen 1921. Elf ploegen wisten zich vorig seizoen te handhaven en CA Lito promoveerde vanuit de Divisional Intermedia. Zij kwamen in de plaats van het gedegradeerde River Plate FC.
| Club                      | Stad       | Stadion             | Vorig seizoen |
| ------------------------- | ---------- | ------------------- | ------------- |
| Belgrano FC               | Montevideo | Onbekend            | 9e            |
| Central FC                | Montevideo | Parque Ricci        | 3e            |
| Charley FC                | Montevideo | Onbekend            | 11e           |
| Dublin FC                 | Montevideo | Onbekend            | 10e           |
| CA Lito                   | Montevideo | Onbekend            | 1e (Int.)     |
| Liverpool FC              | Montevideo | Onbekend            | 8e            |
| Montevideo Wanderers FC   | Montevideo | Estadio Belvedere   | 5e            |
| Club Nacional de Football | Montevideo | Gran Parque Central | 1e            |
| CA Peñarol                | Montevideo | Las Acacias         | 2e            |
| Reformers FC              | Montevideo | Onbekend            | 6e            |
| Universal FC              | Montevideo | Parque Salvo        | 4e            |
| Uruguay Onward FC         | Montevideo | Onbekend            | 7e            |

## Competitie-opzet
Alle deelnemende clubs speelden tweemaal tegen elkaar (thuis en uit). De ploeg met de meeste punten werd kampioen.
Ook dit seizoen waren Club Nacional de Football en CA Peñarol de hoofdrolspelers in de strijd om de landstitel. Nacional had de voorgaande twee jaren de titel gewonnen en zou met een derde kampioenschap op rij de beker mogen behouden. In juni werd de eerste wedstrijd tussen de clubs gespeeld op het veld van Nacional. Deze ontmoeting werd met 1–0 gewonnen door de thuisclub. In december vond de terugwedstrijd plaats; dit was de eerste derby die werd gespeeld in het Estadio de los Pocitos (dat sinds een maand de thuishaven was van Peñarol). Nacional was nog altijd ongeslagen in de competitie en zou met een overwinning het kampioenschap veiligstellen. Peñarol bezorgde de Tricolores echter hun eerste nederlaag: 2–1. Beide clubs eindigden de competitie met één verloren wedstrijd (het uitduel tegen elkaar), maar Peñarol pakte de landstitel omdat ze beter presteerden tegen de overige ploegen.
Nacional werd tweede en de derde plaats was voor Universal FC. Het was de vijfde (en laatste) keer dat Universal in de top-drie eindigde. Montevideo Wanderers FC werd vierde, voor Belgrano FC en promovendus CA Lito. In de strijd tegen degradatie trok Reformers FC aan het kortste eind. Zij eindigden met twaalf punten op de laatste plaats, waardoor hun negenjarig verblijf op het hoogste niveau werd beëindigd.

### Kwalificatie voor internationale toernooien
Voor het eerst sinds de oprichting van de Primera Divsión waren er geen internationale toernooien waar Uruguayaanse clubs aan meededen. In het verleden speelden ploegen uit Uruguay om drie verschillende bekers tegen een Argentijnse club. Om twee daarvan (de Tie Cup en de Copa de Honor Cousenier) werd niet meer gespeeld. De Copa Competencia (het toernooi dat in het verleden werd gebruikt als kwalificatie voor de Tie Cup) werd dit seizoen wel gespeeld. Nacional won deze prijs.
De derde Rioplatensische beker, de Copa Aldao, zou na 1921 nog meerdere keren worden georganiseerd, maar werd dit jaar niet betwist.

### Eindstand
|     | Club                      | Sp. | W  | G | V  | Pnt. | DV | DT | DS  |
| --- | ------------------------- | --- | -- | - | -- | ---- | -- | -- | --- |
| 01. | CA Peñarol                | 22  | 18 | 3 | 1  | 39   | 56 | 12 | +44 |
| 2.  | Club Nacional de Football | 22  | 16 | 5 | 1  | 37   | 52 | 10 | +42 |
| 3.  | Universal FC              | 22  | 13 | 5 | 4  | 31   | 37 | 14 | +23 |
| 4.  | Montevideo Wanderers FC   | 22  | 13 | 4 | 5  | 30   | 26 | 11 | +15 |
| 5.  | Belgrano FC               | 22  | 8  | 6 | 8  | 22   | 24 | 27 | –3  |
| 6.  | CA Lito                   | 22  | 8  | 5 | 9  | 21   | 25 | 28 | –3  |
| 7.  | Liverpool FC              | 22  | 7  | 2 | 13 | 16   | 18 | 18 | 0   |
| 8.  | Central FC                | 22  | 5  | 5 | 12 | 15   | 14 | 25 | –11 |
| 9.  | Charley FC                | 22  | 5  | 4 | 13 | 14   | 13 | 32 | –19 |
| 10. | Uruguay Onward FC         | 22  | 6  | 2 | 14 | 14   | 12 | 42 | –30 |
| 11. | Dublin FC                 | 22  | 5  | 3 | 14 | 13   | 11 | 41 | –30 |
| 12. | Reformers FC              | 22  | 4  | 4 | 14 | 12   | 12 | 40 | –28 |

### Legenda
| Kleur | Degradatie naar            |
| ----- | -------------------------- |
|       | Divisional Intermedia 1922 |

| Winnaar Primera División 1921 |
| ----------------------------- |
| CA Peñarol 7e titel           |

1900 · 1901 · 1902 · 1903 · 1904 · 1905 · 1906 · 1907 · 1908 · 1909 · 1910 · 1911 · 1912 · 1913 · 1914 · 1915 · 1916 · 1917 · 1918 · 1919 · 1920 · 1921 · 1922 · 1923 · 1924 · 1925 · 1926 · 1927 · 1928 · 1929 · 1930 · 1931 · 1932 · 1933 · 1934 · 1935 · 1936 · 1937 · 1938 · 1939 · 1940 · 1941 · 1942 · 1943 · 1944 · 1945 · 1946 · 1947 · 1948 · 1949 · 1950 · 1951 · 1952 · 1953 · 1954 · 1955 · 1956 · 1957 · 1958 · 1959 · 1960 · 1961 · 1962 · 1963 · 1964 · 1965 · 1966 · 1967 · 1968 · 1969 · 1970 · 1971 · 1972 · 1973 · 1974 · 1975 · 1976 · 1977 · 1978 · 1979 · 1980 · 1981 · 1982 · 1983 · 1984 · 1985 · 1986 · 1987 · 1988 · 1989 · 1990 · 1991 · 1992 · 1993 · 1994 · 1995 · 1996 · 1997 · 1998 · 1999 · 2000 · 2001 · 2002 · 2003 ·  2004 · 2005 · 2005/06 · 2006/07 · 2007/08 · 2008/09 · 2009/10 · 2010/11 ·  2011/12 · 2012/13 · 2013/14 · 2014/15 · 2015/16 · 2016 · 2017 · 2018 · 2019 · 2020 · 2021 · 2022 · 2023